# Петров крест (список таксонов)
Петро́в крест (имеющий нечто в крестовидной форме) — научное название небольшого, но широко известного рода растений-паразитов, а также тривиальное название для наиболее распространённого вида из этого рода — Петров крест обыкновенный (лат. Lathraea squamaria).
Кроме того, обиходное народное, местное или диалектное название «петров крест» имеют ещё несколько растений из разных семейств, причём, далеко не во всех случаях семантика или происхождение этого названия находится на поверхности.

## Основные таксоны
- Петров крест или чешуйчатый корень (лат. Lathraea squamaria) — научное название небольшого рода многолетних паразитарных растений из семейства Заразиховые (лат. Orobanchaceae),[1] а также обиходное название для самого известного вида из этого рода — Петров крест чешуйчатый, в обиходной речи просто Петров крест.[2] Такое название растения получили за соответствующую форму корней.
- Петров крест, звоне́ц,  клоповник или мы́шья трава (лат. Rhinanthus crista-galli)[3] — одно из обиходных народных названий полевого цветка погремок (лат. Rhinánthus), полупаразитического травянистого растения из семейства зарази́ховых (лат. Orobanchaceae) с крестообразным расположением листьев на стебле.
- Петров крест или коралловая трава (лат. Corallorhiza innata)[4] — сибирское диалектное название многолетнего травянистого растения Ладьян трёхнадрезный (Corallorhiza neottia)[5]:717 из семейства Орхидные (лат. Orchidaceae).[6]:329-330 Эти растения-сапрофиты имеют причудливые длинные цветоносы, напоминающие крест.[7]
- Петров крест или заячий горох (лат. Astragalus glycyphyllos)[8] — одно из местных народных названий Астрагала солодколистного,[9] многолетнего травянистого растения из семейства Бобовые (лат. Fabaceae).
- Петров крест или мышиный горошек (лат. Orobus vernus)[10] — одно из народных названий чины весенней, небольшого травянистого растения из семейства Бобовые (лат. Fabaceae).
- Петров крест или дикий хмель (лат. Atragene alpina)[11] — одно из народных названий ломоноса или княжика сибирского,[12]:311 многолетней кустарниковой лианы из семейства Лютиковые (лат. Ranunculaceae).[13]
- Петров крест или семисильник (лат. Scrophularia nodosa)[14] — одно из народных названий норичника узловатого, многолетнего травянистого растения из семейства Норичниковые (лат. Scrophulariaceae).
- Петров крест или степной зверобой (лат. Verbascum Thapsus)[15] — одно из местных народных названий коровяка обыкновенного, двухлетнего крупного лекарственного растения из семейства из семейства Норичниковые (лат. Scrophulariaceae).
- Петров крест или живучка (лат. Gentiana cruciata) — одно из народных названий горечавки крестовидной,[16] многолетнего травянистого сорного растения из семейства Горечавковые (лат. Gentianaceae) с крестообразным расположением листьев и соцветий.
- Петров крест или волчьи ягоды (лат. Convallaria Polygonatum)[17] — одно из местных народных названий купены аптечной, ядовитого растения из семейства Ландышевые или Спаржевые (лат. Asparagaceae).

## Галерея петровых крестов
- Петров крест обыкновенный 
(Lathraea squamaria)
- Погремок узколистный 
(Rhinanthus angustifolius)
- Ладьян трёхраздельный 
(Corallorhiza trifida)
- Астрагал солодколистный 
(Astragalus glycyphyllos)
- Чина весенняя 
(Lathyrus vernus)
- Ломонос альпийский 
(Clematis alpina)
- Норичник узловатый 
(Scrophularia nodosa)
- Коровяк обыкновенный 
(Verbascum thapsus)
- Горечавка крестовидная 
(Gentiana cruciata)
- Купена аптечная 
(Polygonatum odoratum)